# Elisabeth Frerichs
Johanne Henriette Elisabeth Frerichs, geborene Seifert, geschiedene Oppel (* 13. Oktober 1883 in Niedersachswerfen; † 22. Mai 1967 in Oldenburg) war eine deutsche Politikerin der SPD.

## Leben

### Frühe Jahre
Frerichs war die Tochter des Postassistenten Karl Seifert und seiner Ehefrau Pauline geb. Hotze. Sie besuchte ab 1890 in Clausthal-Zellerfeld die Grundschule und anschließend auch die dortige Höhere Mädchenschule. Nach erfolgreichem Schulabschluss war sie von 1899 bis 1903 bei der Reichspost tätig und nahm nebenbei aktiv an dem durch die Studenten der Bergakademie geprägten gesellschaftlichen Leben in der Oberharzstadt teil. 1903 heiratete sie den Marineangehörigen Johann Oppel und zog mit ihm nach Kiel. Dort wurde am 27. März 1904 ihr gemeinsamer Sohn Hans geboren. Die häufige diensttbedingte Abwesenheit des Ehemannes überbrückte Frerichs durch die Teilnahme an Weiterbildungsveranstaltungen unterschiedlichster Art. So belegte sie 1910 und 1913 zwei Ferienkurse der Universität Jena. Nach dem Umzug der Familie nach Wilhelmshaven im Jahr 1914 suchte Frerichs den Kontakt zu freigeistigen Vereinen und Diskussionsforen (Monistenbund, Vortrupp, Friedensgesellschaft). Ihre politische Karriere begann 1917 mit dem Eintritt in die SPD. Im gleichen Jahr trennte sie sich von ihrem Mann.

### In der Weimarer Republik
Im Oktober 1919 wurde Frerichs in den Bildungsausschuss der SPD in Wilhelmshaven/Rüstringen gewählt. 1920 beauftragte der SPD-Bezirksvorstand sie mit der Einrichtung der Arbeiterwohlfahrt im Bezirk Oldenburg-Ostfriesland-Osnabrück. Auf dem Bezirksparteitag am 31. Juli 1921 in Oldenburg wurde die Verankerung der Arbeiterwohlfahrt als Arbeitsgemeinschaft innerhalb der SPD-Organisation beschlossen und Frerichs zur weiblichen Vertrauensperson (Frauenreferentin) im Bezirksvorstand sowie zur ersten Bezirksvorsitzenden der Arbeiterwohlfahrt gewählt. Von 1921 bis zum Verbot der SPD und dieser Hilfs- und Ersatzorganisationen durch die Nationalsozialisten im Sommer 1933 nahm sie diese Doppelfunktion wahr.
Weiterhin war sie ab 1925 Stadträtin in Rüstringen. Von 1932 bis zu dessen Auflösung durch die Nationalsozialisten war sie Abgeordnete im Oldenburgischen Landtag. Insgesamt hatte es im Oldenburgischen Landtag nur vier Frauen gegeben: Maria Brand, Elisabeth Frerichs, Auguste Henke und Ilsa Wübbenhorst.
Am 15. April 1922 heiratete Elisabeth Frerichs Friedrich Frerichs (1882–1945), Parteisekretär und sozialdemokratischer Fraktionsvorsitzender im Oldenburger Landtag. Die von Zeitzeugen als sehr harmonisch charakterisierte Ehe und das gemeinsame Engagement der Eheleute für die Zielsetzungen der SPD in den Jahren der Weimarer Republik ermöglichten es Frerichs, mit überdurchschnittlichem Arbeitsaufwand die sozialdemokratische Frauenbewegung im Bezirk Oldenburg-Ostfriesland-Osnabrück aufzubauen. Ihr Aufgabenfeld umfasste die Einrichtung von Ortsausschüssen der Arbeiterwohlfahrt und Koordinierung aller politischen und sozialen Aufgaben auf Bezirks- sowie die Vertretung der Nordwestregion auf Reichsebene. Neben der Einberufung und Leitung von Kreis- und Bezirksfrauenkonferenzen, den alljährlich stattfindenden Veranstaltungen zum Internationalen Frauentag sowie politisch aber auch aus Geselligkeit motivierten Frauentreffen, engagierte sich Frerichs ebenso stark in der Parteiarbeit der SPD in Wilhelmshaven/Rüstringen. Weiterhin verfasste sie regelmäßig Presseberichte über die Aktivitäten der sozialdemokratischen Frauenbewegung des Bezirks, die in lokalen und überregionalen Zeitungen sowie in den SPD-Frauenzeitschriften Die Gleichheit und Die Genossin veröffentlicht wurden. Zu ihren Aufgaben gehörte ab 1924 auch die bis 1932 mit dem Verein „Landaufenthalt für Stadtkinder e. V.“ in Berlin durchgeführte Organisation von Ferienaufenthalten für bedürftige Kinder des Bezirkes. Parteiintern war Frerichs außerdem verantwortlich für die Planung und Leitung von Schulungsveranstaltungen und Seminaren für die weiblichen SPD-Mitglieder. In der Endphase der Weimarer Republik übernahm sie zusätzlich die Vorführung sozialkritischer Filme. Mit dieser Variante von Öffentlichkeitsarbeit im Vorfeld von Wahlen wurde das Ziel verfolgt, passive Genossinnen, aber auch politisch indifferente Frauen zu mobilisieren. Sie reiste in die entlegensten Teile des Bezirkes, führte die Filme selbst vor und referierte im Anschluss über aktuelle politische Themen. Weiterhin galt ihr starkes Engagement dem Kampf gegen den Abbau der sozialen Errungenschaften der Weimarer Republik und gegen die politische Radikalisierung in jenen Jahren.

### In der Zeit des Nationalsozialismus
Nach der Machtergreifung der Nationalsozialisten setzten in Deutschland Unterdrückung, Verfolgung und Ermordung politisch Andersdenkender ein. Unmittelbar nach dem Verbot der SPD am 22. Juni 1933 wurden Elisabeth Frerichs und ihr Ehemann gezwungen, Wilhelmshaven/Rüstringen zu verlassen. Sie zogen zuerst nach Bohlenbergerfeld, später nach Zetel. Im Zuge der Aktion Gitter, in der frühere Abgeordnete der demokratischen Parteien und Gegner des NS-Regimes nach dem Attentat auf Hitler verhaftet wurden, wurde Friedrich Frerichs am 22. August 1944 von der GeStaPo verhaftet und in das Konzentrationslager Neuengamme eingeliefert. Ihr Versuch beim Reichssicherheitshauptamt seine Freilassung zu erreichen scheiterte, er starb vermutlich bei der Versenkung der Cap Arcona Anfang Mai 1945.

### In der Bundesrepublik Deutschland
Nach dem Ende des Zweiten Weltkriegs wurde Frerichs von der Britischen Militärregierung als Mitglied des Kommunalparlamentes der Friesischen Wehde und des Kreistages Friesland eingesetzt und gehörte als eine von zwei Frauen neben Margarete Gramberg (FDP) von Januar bis November 1946 als Abgeordnete dem Ernannten Landtag von Oldenburg an. Nach Gründung des Bundeslandes Niedersachsen war sie im März 1947 kurzzeitig Mitglied des ernannten Niedersächsischen Landtages und nach der Landtagswahl im Frühjahr 1947 auch für eine Legislaturperiode Mitglied des Niedersächsischen Landtages. Parteiintern nahm sie in der Wiederaufbauphase der SPD an einer Vielzahl von Veranstaltungen als Referentin teil. Wie vor 1933 war sie auch Mitglied des SPD-Bezirksvorstandes. 1951 zog sie von Zetel nach Oldenburg, wo sie seit 1952 dem Rat der Stadt angehörte. Aus Altersgründen verzichtete sie 1961 auf eine erneute Kandidatur.
Daneben widmete sie ihre Energie dem Wiederaufbau der Arbeiterwohlfahrt und der SPD. Bis 1959 war sie Vorsitzende, danach Ehrenvorsitzende des im Oktober 1948 geschaffenen Bezirksverbandes der Arbeiterwohlfahrt Weser-Ems e. V.

## Ehrungen
Elisabeth Frerichs muss zu den wenigen exponierten Frauen gezählt werden, die die Tradition der SPD-Frauenbewegung über die Zeit des Nationalsozialismus hinaus repräsentierten. 1952 wurde sie mit dem Verdienstkreuz am Bande der Bundesrepublik Deutschland ausgezeichnet. Für ihr Engagement im Rahmen der Arbeiterwohlfahrt erhielt sie weiterhin die Albert-Schweitzer-Medaille und die Niedersächsische Verdienstmedaille. In Würdigung ihres Wirkens wurde in Delmenhorst ein Heim der Arbeiterwohlfahrt nach ihr benannt. In Oldenburg erinnert ein Straßenname an sie.